# Сегалин, Григорий Владимирович
Григо́рий Влади́мирович Сега́лин (16 мая 1878, Москва — 1960, Люберцы) — врач-психиатр, общественный деятель, художник. Изучал поведение творческих людей. Основоположник двух новых научных дисциплин: эвропатологии (или эврико-патологии) — раздел психиатрии, исследующий влияние болезней на творческий процесс; и ингениологии — всестороннее изучение процессов творчества.

## Биография
Родился в Москве в семье фабриканта. Окончил Галльский (Германия, 1913), Казанский (1915) университеты. Доктор медицинских наук (1913). Работал в заграничных клиниках (1913—1914), психоневрологическом госпитале Красного Креста (Киев, 1914—1918). В 1919 г. ушел добровольцем в Красную Армию, был товарищем председателя армейской комиссии по борьбе с тифозной эпидемией (Киев, 1919). В 1920—1924 гг. — преподаватель кафедры нервных болезней медицинского факультета Уральского университета. Впервые в СССР вёл курс «Психофизиология труда». Организовал лабораторию психотехники и экспериментальной психологии при Уральском университете (1924) и заводах Урала (1924—1932). Доцент, консультант по неврологии и психофизиологии труда при кабинете профессиональных заболеваний Уральского политехнического института (с 1928 г.). Старший научный сотрудник Института гигиены и профзаболеваний (Свердловск, 1930).
С 1948 г. жил в Ленинграде, занимался исследованием и профилактикой раковых опухолей.
Григорий Владимирович умер в 1960 году в г. Люберцы Московской области.

## Научная деятельность
Изучал психофизиологию музыкантов и писателей, что нашло отражение в его многочисленных работах. С 1925 по 1930 г. издавал в Свердловске журнал «Клинический архив гениальности и одаренности». Основатель нового направления в психиатрии — эвропатологии, или ингениологии.

## Критика
Подвергался и подвергается критике со стороны отдельных психологов за свои взгляды на психику как явление, обусловленное в том числе и психофизиологическими процессами. Его теория гениальной личности не признается рядом учёных из-за того, что они видят в ней сведе́ние высших процессов к низшим. Кроме того, критическое высказывание может звучать следующим образом: «Он же печатал работы на свои деньги».

## Работы
- Сегалин Г. В. Нервно-психическая установка музыкально одаренного человека. — Свердловск, 1927.
- Сегалин Г. В. Эвропатология Л. Н. Толстого. — Свердловск, 1930.
- Сегалин Г. В. «Клинический архив гениальности и одарённости». (Отдельные тома есть в ЦМБ, в НБГ, РГБ).

## Публикации о Г. В. Сегалине и его работах
- Соркин Ю. Э. Г. В. Сегалин и его «Клинический архив гениальности и одаренности» // Институт гениальности. — Екатеринбург, 1992. — С. 5-10.